# Двинско-Витебская железная дорога
Дви́нско-Ви́тебская желе́зная доро́га, до 1893 года — Динабу́рго-Витебская железная дорога — железная дорога в Российской империи, построенная целиком в пределах Витебской губернии в 1863—1866 годах. Протяжённость 244 версты.

## История

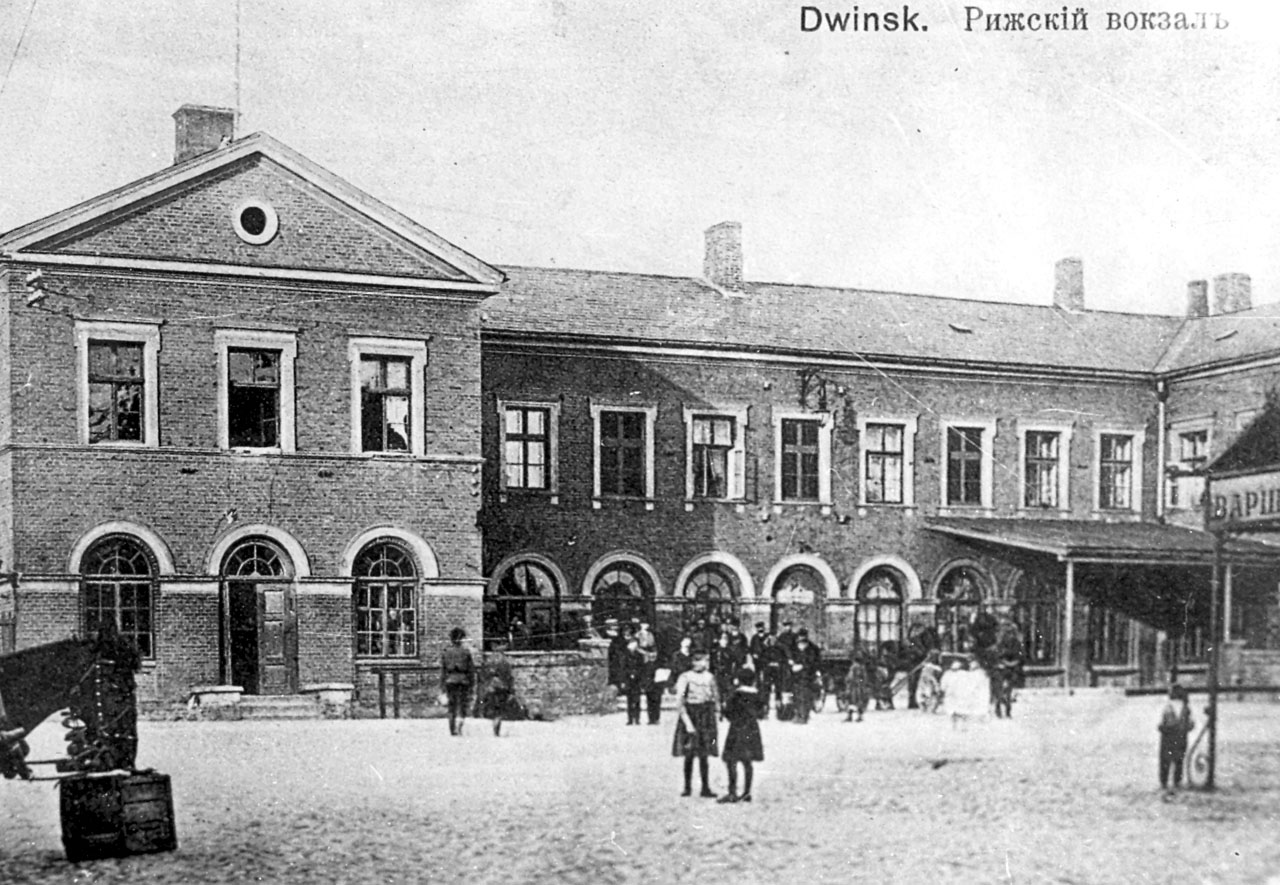
Рижский (Риго-Орловский) вокзал в Двинске

Положение об основных условиях железной дороги было утверждено 19 марта 1863 года. Общество учреждено в Великобритании на основе его законодательства; в России управление делами по строительству и эксплуатации дороги возложено было на трех директоров (Фон-Кубе, Джеймс Армитстед, Джеймс Гилль) с расположением управления в Риге. Учредители общества: Лондонские банкиры Фрюлинг и Гешен.
Обществу предоставлено право владения дорогой в течение 85 лет со времени окончания строительства всей линии или в течение 87 лет со времени окончания строительства первого участка дороги. Право выкупа дороги Правительством наступает через 40 лет после истечения 6 лет, определённых на строительство дороги, т.е 19 марта 1909 года.
Положением было определено устройство дороги в один путь с земляным полотном и мостами так же в один путь. Строитель дороги: английский инженер Вилльямс.
Дорога строилась как продолжение Риго-Динабурской дороги, поэтому путь трассы начинался от конечной станции, переходил Варшавское шоссе в один уровень с дорогой и направляется по правому берегу Западной Двины, проходил недалеко от города Дриссы, пересекал на 110 версте реку Дриссу, шёл около города Полоцка, переходил на 170 версте реку Оболь и входил в Витебск с западной стороны. Витебский вокзал стоит на 21 сажень выше Динабургского. Мостов необходимо было построить (каменных и металлических) — 40. Максимальный продольный уклон пути на железной дороге был 10 ‰, наименьший радиус кривых в поворотах — 820 м.
Движение по дороге открывалось участками: 24 мая 1866 года от Динабурга до Полоцка (151 верста) и 5 октября 1866 года от Полоцка до Витебска.
С открытием в 1868 году движения на Орловско-Витебской железной дороге произошло увеличение грузопотока и вследствие этого, Правление Общества получило от Правительства в 1869 году ссуду для строительства полустанков, добавочных станций водоснабжения, расширение мастерских и увеличение подвижного состава. В 1868—1869 годах было зафиксировано 2 случая схода с рельс, один случай столкновения поездов, и 8 иных несчастных случаев, что привело к 4 погибшим и 5 пострадавшим работникам дороги.
С 1894 года - казённая. С января 1895 года три дороги — Риго-Двинская, Двинско-Витебская и Орловско-Витебская были слиты в единую Риго-Орловскую железную дорогу.

## Станции[11]
- Динабург — общая станция 1-го класса с Риго-Динабургской железной дорогой, узловая станция с Петербурго-Варшавской железной дорогой. Товарная станция Динабурго-Витебской железной дороги.
- Иозефово (16 верста) — станция 3-го класса
- Креславка (40 верста) — станция 2-го класса
- Баблинова (65 верста) — станция 3-го класса
- Дрисса (90 верста) — станция 2-го класса
- Борковичи (117 верста) — станция 3-го класса
- Полоцк (150 верста) — станция 2-го класса. Узловая станция c 1906 года: Бологое-Полоцкая железная дорога, Псков — Полоцк.
- Оболь (183 верста) — станция 3-го класса
- Баболино (Сиротино) (205 верста) — станция 2-го класса
- Старое село (223 верста) — станция 3-го класса
- Витебск (243 верста) — станция 1-го класса с мастерской по ремонту паровозов и вагонов. Узловая станция с 1902 года: дорога Витебск — Жлобин.